# Gueydan
Gueydan ist ein Ort in Vermilion Parish im Bundesstaat Louisiana der Vereinigten Staaten. Das U.S. Census Bureau hat bei der Volkszählung 2020 eine Einwohnerzahl von 1165 ermittelt.

## Geschichte
Am Anfang der Geschichte von Gueydan war es ein Jagdparadies, mit großen Wild- und Fischvorkommen. Jean Pierre Gueydan, der Gründer des Ortes, kam 1860 oft zum Jagen von Wild und Vögeln in die Gegend des heutigen Gueydan. Jean Pierre und Francois Gueydan kauften 1896 das 160 km² große Gebiet, sie gründeten ein kleines Dorf. 1902 bot der Gründer Jean Pierre Landanteile zum Verkauf an die Siedler an. Der wachsende Ort musste mehrere Katastrophen durchmachen, wie die Feuer 1901, 1903, 1910, und 1927, außerdem gab es eine große Flut im August 1940, die den ganzen Ort unter Wasser setzte.

## Persönlichkeiten
- Nathan Abshire (1913–1981), Akkordeonspieler